# Втрати силових структур внаслідок російського вторгнення в Україну (квітень 2025)
У статті наведено список втрат українських військовослужбовців у російсько-українській війні за квітень 2025 року (включно). 

## Поіменний перелік

### 1 квітня
- Полосьмак Віталій Вячеславович — сержант. 02.05.1992 р.н..[1]
- Нікітін Сергій Петрович — старший сержант, 105 прикордонний загін ДПСУ. 10.01.1971 р.н., с. Костобобрів. Загинув на Харківщині.[2]
- Захарчук Вячеслав Олексійович — 1971 р.н.. Помер на Харківщині внаслідок захворювання.[3]
- Дех Іван — в/ч А4447. 1975 р.н., м. Шептицький. Загинув на Донеччині.[4]
- Хіміч Володимир — майор поліції. 22.09.1982 р.н., с. Олександрівка. Загинув в районі Торецька на Донеччині.[5]
- Безклинський Олексій — 12 БрСП НГУ. 19 років. Загинув на Донеччині.[6]
- Мелентьєв Дмитро — командир мінометної батареї, 157 ОМБр. 16.09.1976 [7]
- Журженко Олександр — молодший сержант. 1987, с. Старий Косів [8]

### 2 квітня
- Лукашук Сергій — молодший сержант. 06.06.1976 р.н.. загинув в районі села Садки на Сумщині.[9]
- Цушко Тарас — солдат, 45 років, був членом збірної команди країни, багаторазовим чемпіоном України та СНД у скельному, технічному та зимовому класах сходжень.[10][11]
- Аверенков Пилип Олексійович («Коді») — молодший сержант, 108 ОМБ «Вовки Да Вінчі», 59 ОШБр. 21.01.1994, м. Славутич. Загинув біля села Надіївка Покровського району Донецької області [12]
- Балановський Вадим («Птах») — 414 ОБрБАС.[13]
- Чуманевич Олег («Малий») — в/ч А5013. 26.07.1990, с. Нові Стрілища Львівської області [14]
- Варцаба Тарас — 17.04.1996, присілок Дора. Загинув на Донеччині [15]
- Кочмарівський Олександр («Малий») — 1.05.1973, с. Огіївка. Загинув на Покровському напрямку

### 3 квітня
- Борсенко Олександр Володимирович — 95 ОДШБр. 37 років, Звенигородка.[16]

### 4 квітня
- Дем'янюк Андрій Леонідович — 2 ОТБр. Хмельницька область.[17]
- Шкурко Олександр Миколайович — ДПСУ. 12.03.1980 р.н., м. Глухів.[18]
- Кучерук В'ячеслав — сержант, ГУР, 29.05.1980, м.Шепетівка[19]
- Новіков Григорій («Херсон») — 80 ОДШБр. 6.02.1971, селище Білозерки Херсонської області [20]
- Жук Тарас — 44 ОСБ, 115 ОМБр. 7.04.1979, с. Підбірці, Львівська область[21]
- Марина Михайло — майор. 54 роки, м. Стрий. Загинув на Сумщині.[22]

### 5 квітня
- Самойлович Олександр («Віллі/Віндір») — 1 ОШП «Да Вінчі». 17.9.2006. Був керівником Київського осередку Правої Молоді у 2024 році [23]
- Половінко Маргарита – 2-й механізований батальйон, 3 ОШБр. 24.3.1994, м. Кривий Ріг [24][25][26]
- Шаров Дмитро — 128 ОГШБр. 11.11.1985, м. Львів [27]

### 6 квітня
- Нагорний Віталій Романович — солдат, 10 ОГШБр. 09.02.1991 р.н., с. Крихівці. Загинув на Донеччині.[28][29]

### 7 квітня
- Кваша Юрій — солдат. 1970 р.н., с. Мартоноша. Загинув на Харківщині.[30]
- Пугайлов Микола — 02.11.1981 р.н., Сумська область. Помер під час відпустки.[6]
- Панченко Валерій — старший солдат, служив оператором радіорелейної станції взводу зв'язку, 52 роки, загинув внаслідок удару FPV-дроном поблизу населеного пункту Оріхово-Василівка.[31]
- Паращук Віктор Григорович («Їжачок»)  батальйон «Свобода», 4 БРоП НГУ "Рубіж". 29.09.1983 [32]

### 8 квітня
- Шкабко Олександр Володимирович — 33 роки, с. Серхів. Загинув на Сумщині.[33]
- Нестерець Віталій — с. Шкроботівка. Загинув в районі населеного пункту Новоолександрівка [34]
- Утюшев Гліб Юрійович — 82 ОДШБр. 4.10.1998. Загинув в селі Гуєво, Суджанський район, Курська область [35]

### 9 квітня
- Вента Володимир — 47 ОМБр. Загинув на Сумщині.[22]
- Сокур Віталій — лейтенант, 63 ОМБр. 14.07.1978, м. Львів [36]
- Мандзюк Володимир — 28 років, селище Дружба Тернопільської області [37][38]

### 10 квітня
- Цвітков Павло — молодший сержант. 24.10.1999 р.н., м. Кривий Ріг. Загинув на Донеччині.[39]
- Зінько Юрій — молодший сержант. 28 років, с. Муроване Белзької громади[40]
- Марець Юрій —105 ПрикЗ.  34 роки, с. Купичволя. Загинув поблизу Колісниківки Куп’янського району Харківської області [41]
- Усик Сергій — солдат. 37 років. Загинув на Курщині.[42]
- Шрамко Мар`ян — старший стрілець-оператор. 8.1.1997, с. Загір’я. Загинув поблизу с. Діброва на Луганщині [43]

### 11 квітня
- Цибуля Іван — 6 жовтня 1980, с. Насташине Бурштинської громади. Помер у лікарні в Рівному [44]
- Душний Олег — 30 років, м. Белз. Загинув біля с. Олешня Курської області [41]
- Чемеринський Андрій — в/ч А4809. 15 липня 1989, с. Цуцилів. Загинув через мінно-вибухові травми під час бойового завдання у с.Стариця під Вовчанськом [45]
- Яремко Василь Володимирович — кулеметник. 17.3.1973, с. Синява [46]
- Шейко Андрій —  стрільць 3-го відділення охорони Уманського РТЦК та СП, помер від поранень в КНП "Смілянська міська лікарня" у місті Сміла[47]

### 12 квітня
- Іванов Павло Іванович — 26 років, майор, пілот F-16, Герой України (посмертно) [48]
- Білоскурник Сергій Іванович — 1991 р.н., с. Висоцьк. Загинув на Харківщині.[49]
- Береговський Василь Васильович — 19 листопада 1981 [50]
- Павлишин Олександр — 16 вересня 1985, м. Бережани. Загинув в селі Таврійська Запорізькій області.[51]

### 13 квітня
- Юла Юрій Андрійович — полковник, 27 РеАБр. 18.08.1982 р.н., с. Волевачі. Загинув внаслідок ракетного удару в Сумах.[52]
- Жеребцов Володимир Анатолійович — 22.08.1986, с. Поповичка,  Загинув внаслідок ракетного удару в Сумах.[53][54]
- Ващук Степан — в/ч. А4576. Загинув внаслідок нещасного випадку.[22]
- Боршовський Юрій — 21 ОБСП, ОПБр. 6.05.1991, м. Львів [55]
- Диба Юрій — навідник артилерії. 31 рік, м. Стрий [41]
- Слепньов Геннадій — молодший сержант. 38 років. Загинув на Донеччині.[42]

### 14 квітня
- Розумний Володимир — в/ч А0306. 8.04.1983, м. Дрогобич [56]
- Романюк Андрій — 7 лютого 1975, селище Битків [57].
- Дмитро Левчук — 109 ОБрТрО. 14 травня 1985, м. Родинське. Загинув поблизу села Олександро-Калинове Донецької області.[58]
- Парфан Євгеній Олександрович — солдат. 20 серпня 1984 [59]
- Кладієнко Олександр Іванович («Дядя Саша») батальйон «Свобода», 4 БРоП НГУ "Рубіж". 1.09.1967, м. Вишгород [32][60]

### 15 квітня
- Лев Арсен — бойовий медик, 3 ОШБр. 24 роки, м. Дрогобич [61]
- Драгомаца Михайло — матрос, гранатометник, 40 ОБрБО. 10.11.1981, с. Бортники. Загинув в Херсонській області [62]
- Кіс Богдан — 150 ОМБр (40 ОБрБО). 24.10.1970, м. Львів [63]
- Регеза Володимир Васильович — старший солдат. 18.07.1989, с. Баранне. Загинув в районі села Степова Новоселівка Куп’янського району [64][65]

### 16 квітня
- Скрентович Ігорь — 28.03.1972, штаб-сержант, село Чукалівка [66]
- Колінчук Василь — водій і сапер. с. Жолоби. Ветеран війни в Афганістані [34]
- Андрусик Владислав Борисович — солдат, в/ч А4638. 2000 р.н.. Загинув на Луганщині.[67]

### 17 квітня
- Олександр Чергінець — солдат, механік, 54 роки, загинув поблизу населеного пункту Осоівка Сумського району Сумської області.[47]
- Ликов Дмитро — солдат, оператор бпла, 33 роки, загинув поблизу населеного пункту Садки Сумського району Сумської області.[31]

### 18 квітня
- Салко Тарас Михайлович — 18.08.1989, с. Радча [68]
- Сергій Перлов — 15.01.1968, с. Оржиці [69]
- Решетар Богдан — солдат, 18 років, с. Миколаївка на Сумщині[31]
- Крук Владислав — 2.06.1984, м. Івано-Франківськ [70]

### 19 квітня
- Шевчук Андрій — 125 ОБрТрО. 1.12.1970, м. Львів [71]

### 20 квітня
- Паламарчук Іван — 24 ОШБ «Айдар». 14.5.2000, м. Чернівці [72][73]
- Задорожний Андрій — офіцер роти безпілотних систем, 35 років, 128 ОГШБр, Мукачево. Помер в реанімації [74][75][76][77]
- Федулеєв Артур — капітан, командир інженерної роти, 58 років, Суми [31]
- Павленчик Юрій Русланович — солдат, штурмовик, взвод «Мирон», 3ОШБр. 10.7.2002. Загинув в районі населеного пункту Новомихайлівка внаслідок мінно-вибухової травми [78][79]

### 21 квітня
- Лапихрущ Петро — старший сержант. 14 липня 1966, с. Тарасівка [80]
- Дяковський Роман — 40 ОБрБО. 1.12.1978, м. Львів [81]
- Бондар Олександр  — солдат, 51 рік загинув внаслідок російського мінометного обстрілу, м. Конотоп.[31]
- Корх Андрій — солдат, стрілець, 58 років, загинув внаслідок артилерійського обстрілу поблизу населеного пункту Студенок Сумської області. м. Шостка[31]
- Коротич Олександр  — солдат, навідник кулеметного взводу. 47 років, загинув в районі населеного пункту Бологівка Куп’янського району Харківської області. м. Шостка[31]
- Кульба Олександр — 16.03.1981, м. Львів
- Лозинський Володимир-Іван — в/ч А4921. 26 років. Загинув на Донеччині.[82]
- Гринишин Мирослав — в/ч А2167. 55 років, Ходорів. Загинув на Донеччині.[82]

### 22 квітня
- Левонюк Анатолій — молодший сержант. 28.03.1988 р.н.. Загинув на Донеччині.[83]
- Хорошайло Олег — 16.06.1969, м. Краматорськ [84]

### 23 квітня
- Доломанський Олександр — 24.08.1977 р.н., с. Сокирин. Помер внаслідок ускладнення стану здоров'я.[85]
- Пчолкін Олексій — старший солдат. 26 років. Загинув на Сумщині.[86]

### 24 квітня
- Бедлінський Сергій — солдат, вогнеметник штурмового відділення військової частини А4848 загинув поблизу села Звірове Донецької області.[87]
- Кузнєцов Олексій — капелан, психолог у 252 окремому батальйоні ТрО, 27 років[31]
- Спірідонов Іван («Чужий») — 59 ОШБр. 27.04.1997, с. Малокаховка Херсонської області [88].
- Савчік Віктор — 24.09.1988, с. Кириківка, Сумська область [89]

### 25 квітня
- Бортник Дмитро («Зевс») — 01.04.2003 р.н.. Загинув на Сумщині.[90]

### 26 квітня
- Комар Ярослав — головний сержант. 1998 р.н.. Загинув на Запоріжжі.[91]
- Амєтка Зінур Ісмаілович («Ray») — солдат, бригада АЗОВ. 18 січня 2004, с. Велика Тернівка. Загинув на Торецькому напрямку [92]

### 27 квітня
- Гурак Ігор — командир міномета. 17.6.1993, с. Незвисько Городенківської громади. Помер в лікарні Дніпра [93]
- Трифонов Костянтин Олександрович — молодший сержант. 30.10.1975, м. Херсон. Загинув біля с. Садки Сумської області [94]

### 28 квітня
- Білоус Володимир — 80 ОДШБр. 14.8.1989, м. Львів [88]
- Пундором Богдан — оператор безпілотних літальних апаратів військової частини 3002, 27 років, Загинув поблизу населеного пункту Малинівка Покровського району.[95][96]
- Оленин Сергій — 77 ОАеМБр. 20.10.1992, м. Львів [97]

### 29 квітня
- Гавалко Юрій Любомирович — солдат, радіотелефоніст-лінійний наглядач 1-го єгерського батальйону 68 ОЄБр. 27.4.1988 с. Полове, Львівська область. Загинув в Покровську [98][99]

### 30 квітня
- Гасевський Дмитро Олександрович — солдат. 30.05.1997 р.н., с. Руднєве. Загинув на Донеччині.[100]
- Панов Артем — 24 ОМБр. 14.09.1985, м. Львів [89]
- Поліха Василь — 53 ОМБр. солдат-гранатометник, загинув біля Серебрянського лісу неподалік від села Шипилівка Сєвєродонецького району Луганської області.

## Див.також
- Хронологія російського вторгнення в Україну (квітень 2025)